# Octave Dierckx
Octave Dierckx (Anvers, 15 octobre 1882 - Uccle, 21 mars 1955) est un avocat et un homme politique belge de tendance libérale. Il a été plusieurs fois ministre et était un des ténors du Parti libéral.

## Biographie
Octave Victor Anna Dierckx, né à Anvers le 15 octobre 1882, est le fils de Pierre Dierckx, tapissier, et de Marie Thérèse Huysmans. Le 17 avril 1906, il épouse à Ixelles Maria Jeanne Gandibleux.
Il fait des études secondaires au Petit Collège Saint Stanislas à Anvers et poursuit avec des études universitaires à l'Université libre de Bruxelles où il obtient un diplôme de docteur en droit. Il exerce comme avocat à la Cour d'appel de Bruxelles.
Au lendemain de la Première Guerre mondiale, il commence sa carrière politique à Ixelles en rentrant au Conseil communal. En 1925, il est élu au Conseil provincial du Brabant (qu'il quitte en 1929) et, en mai 1929, au Sénat y étant nommé chef de la gauche libérale. Il y siège jusqu'à son décès en 1955.
Il est nommé président du Parti libéral de 1933 à 1934. De juin à novembre 1934, il est désigné comme ministre des Transports et des Postes, Téléphones et Télégraphes dans le gouvernement de Broqueville III. Il est également ministre de l'Intérieur de novembre 1937 à mai 1938 dans le gouvernement Janson, ministre de l'Instruction publique de mai 1938 à février 1939 dans le gouvernement Spaak I et ministre sans portefeuille d'août 1949 à juin 1950dans le gouvernement Gaston Eyskens I.
À la suite de son décès à Uccle, le 21 mars 1955, ses funérailles sont célébrées avec les honneurs militaires le 24 mars 1955 à l'église Notre-Dame de la Cambre à Ixelles et il est inhumé au cimetière d'Ixelles.

## Hommages et distinctions
Octave Dierckx est fait ministre d'État en 1945 par le régent Charles de Belgique.
Les distinctions suivantes lui ont été décernées :
- Grand-croix de l'ordre de la Couronne (Belgique) ;
- Grand officier de l'ordre de Léopold (Belgique) ;
- Grand-croix de l'ordre du Phénix (Grèce).